# Dorsale centrale indienne

Dorsale océanique indienne

La dorsale centrale indienne, ou ride centrale indienne, est une dorsale de l'océan Indien située à l'ouest du bassin central indien. Elle est prolongée, dans le nord-ouest de cet océan, par la dorsale de Carlsberg. 
Le point chaud de La Réunion possiblement alimente la dorsale centrale indienne. 